# Dirk Marcellis
Dirk Marcellis (Horst, 1988. április 13. –) holland válogatott labdarúgó, aki jelenleg a PEC Zwolle játékosa.

## Sikerei, díjai
- PSV Eindhoven:
  - Holland bajnok: 2007–08
  - Johan Cruyff Shield: 2008
- AZ
  - Holland kupa: 2012–13